# Йорис Матейсен
Йорис Матейсен (на нидерландски: Joris Mathijsen) е холандски футболист, роден на 5 април 1980 в Хорле, Холандия. Играе като централен защитник.

## Кариера
Матейсен започва да играе футбол във Вилем II. През сезон 1998/1999 е повикан да играе в мъжкия отбор. Дебютира на 27 февруари 1999 срещу Утрехт. През третия си сезон се утвърждава като титуляр.
През сезон 2004/2005 преминава в АЗ Алкмар. С този отбор печели бронзовите медали в първенството през 2005, а през 2006 – и сребърните.
На 23 август 2006 е обявен трансферът му в Хамбургер, където преминава за около 6 милиона евро. На 20 октомври 2007 г. отбелязва първия си гол за Хамбургер, който е и гол номер 2500 за отбора в Първа Бундеслига.
От лятото на 2011 е играч на испанския Малага.
За Холандия дебютира на 17 ноември 2004 срещу Андора (3:0). Изиграва три мача на Световното първенство през 2006.

## Успехи
- 2х Вицешампион на Холандия: 1999 (с Вилем II) и 2006 (с АЗ Алкмар)
- 1х Бронзов медалист: 2005 (с АЗ Алкмар)